# Veljaci
Veljaci är ett samhälle i Bosnien och Hercegovina.   Det ligger i entiteten Federationen Bosnien och Hercegovina, i den södra delen av landet, 100 km sydväst om huvudstaden Sarajevo. Veljaci ligger 101 meter över havet och antalet invånare är 1 276.
Terrängen runt Veljaci är huvudsakligen kuperad, men åt sydost är den platt. Närmaste större samhälle är Vitina, 3,1 km öster om Veljaci. 
Runt Veljaci är det ganska tätbefolkat, med 86 invånare per kvadratkilometer.